# Fanthamia mennoi
Fanthamia mennoi är en tvåvingeart som beskrevs av Meillon och Wirth 1981. Fanthamia mennoi ingår i släktet Fanthamia och familjen svidknott. Inga underarter finns listade i Catalogue of Life.